# Guljaj, Vasja!
Guljaj, Vasja! (russisk: Гуляй, Вася!) er en russisk spillefilm fra 2017 af Roman Karimov.

## Medvirkende
- Jefim Petrunin som Dmitrij 'Mitja'
- Ljubov Aksjonova som Vasilisa 'Vasja'
- Boris Dergatjev som Pasja
- Sofja Rajzman som Nastja
- Roman Kurtsyn som Maks